# Томсон (Джорджія)
Томсон (англ. Thomson) — місто (англ. city) в США, в окрузі Макдаффі штату Джорджія. Населення — 6814 особи (2020).

## Географія
Томсон розташований за координатами 33°28′0″ пн. ш. 82°29′40″ зх. д. / 33.46667° пн. ш. 82.49444° зх. д. (33.466764, -82.494430).  За даними Бюро перепису населення США в 2010 році місто мало площу 11,41 км², з яких 11,37 км² — суходіл та 0,04 км² — водойми.

## Демографія
Згідно з переписом 2010 року, у місті мешкало 6778 осіб у 2662 домогосподарствах у складі 1766 родин. Густота населення становила 594 особи/км².  Було 2967 помешкань (260/км²).
Расовий склад населення:
| - 62,7 % — чорних або афроамериканців - 34,7 % — білих - 0,3 % — корінних американців - 0,3 % — азіатів |

До двох чи більше рас належало 1,3 %. Частка іспаномовних становила 1,5 % від усіх жителів.
За віковим діапазоном населення розподілялося таким чином: 28,6 % — особи молодші 18 років, 56,5 % — особи у віці 18—64 років, 14,9 % — особи у віці 65 років та старші. Медіана віку мешканця становила 34,4 року. На 100 осіб жіночої статі у місті припадало 75,1 чоловіків;  на 100 жінок у віці від 18 років та старших — 66,4 чоловіків також старших 18 років.
Середній дохід на одне домашнє господарство  становив 31 760 доларів США (медіана — 21 425), а середній дохід на одну сім'ю — 34 887 доларів (медіана — 22 692). Медіана доходів становила 26 199 доларів для чоловіків та 24 493 долари для жінок. За межею бідності перебувало 40,1 % осіб, у тому числі 58,0 % дітей у віці до 18 років та 26,3 % осіб у віці 65 років та старших.
Цивільне працевлаштоване населення становило 2225 осіб. Основні галузі зайнятості: виробництво — 25,6 %, освіта, охорона здоров'я та соціальна допомога — 22,5 %, науковці, спеціалісти, менеджери — 15,1 %, роздрібна торгівля — 13,1 %.